# Simon Boccanegra

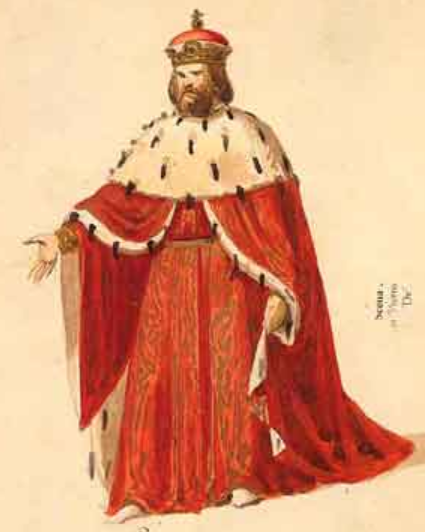
Costum pentru Boccanegra din 1881

Simon Boccanegra (titlul original: în italiană Simon Boccanegra) este o operă cu un prolog și trei acte de Giuseppe Verdi, după un libret de Francesco Maria Piave și Arrigo Boito, bazat pe piesa de teatru „Simón Boccanegra” de Antonio Garcia Gutiérrez.
Premiera operei a avut loc la Teatro La Fenice din Veneția în ziua de 12 martie 1857. O versiune îmbunătățită a operei a fost prezentată pe data de 24 martie 1881 la Teatro alla Scala din Milano, versiune acceptată până in zilele de astăzi.
Din motive de dramaturgie, Verdi a renunțat să compună o uvertură acestei opere.
Durata operei: cca 2 ½ ore. 
Locul și perioada de desfășurare a acțiunii: Genova (Italia), în secolul al XIV-lea.

## Personajele principale
- Simon Boccanegra, corsar în slujba Republicii Genova (bariton)
- Jacopo Fiesco, patrician din Genova (bas)
- Paolo Albiani, aurar, mai târziu curtean al Dogelui (bas)
- Pietro, om din popor, mai târziu curtean al Dogelui (bariton)
- Maria Boccanegra, sub numele de Amelia Grimaldi (soprană)
- Gabriele Adorno, cancelar din Genova (tenor)
- un căpitan al arcașilor, (tenor)
- curtea nobiliară a dogilor, patricieni, senatori, soldați, marinari, popor [1]